# Hermann Landois
Hermann Landois (født 19. april 1835 i Münster, død 20. januar 1905 sammesteds) var en tysk zoolog. Han var bror til Leonard Landois.
Landois studerede først teologi og blev præsteviet 1859; allerede forinden havde han tillige studeret naturvidenskaberne og blev 1863 Dr. phil. i Greifswald. I 1862 blev han professor i 
naturvidenskaberne ved landbrugsskolen i Burg Botzlar og blev derpå 1869 docent og 1873 professor ved Akademiet i Münster; han var tillige direktør for det zoologiske og anatomiske museum. Foruden lærebøger i zoologi og botanik (særlig Lehrbuch der Zoologie, udgivet sammen med Bernard Altum, og Der Mensch und die drei Reiche der Natur, 3 bind, udgivet sammen med Martin Krass) har han navnlig udgivet en række arbejder over insekterne og særlig studeret deres lydgivende organer. Hans hovedarbejder er: Die Ton- und Stimmapparate der Insecten (i "Zeitschrift für wissenschaftliche Zoologie, 17. bind, 1867); Thierstimmen (1875). 